# Ludwig Kasimir (Isenburg und Büdingen)

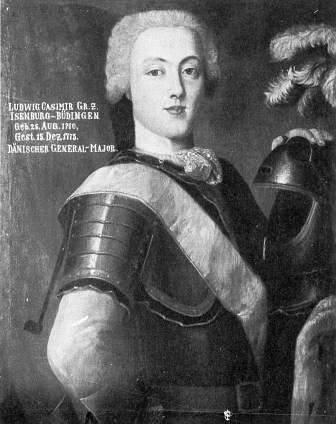
Ludwig Kasimir zu Isenburg und Büdingen (1710–1775)

Graf Ludwig Kasimir zu Isenburg und Büdingen (* 25. Februar 1710 in Büdingen; † 15. Dezember 1775 in Büdingen) war regierender Graf in Isenburg-Büdingen sowie dänischer General und Diplomat.

## Herkunft
Seine Eltern waren der Graf Ernst Kasimir I. zu Isenburg und Büdingen (* 12. Mai 1687; † 15. Oktober 1749) und dessen Ehefrau Christine Eleonore zu Stolberg-Gedern (* 12. September 1692; † 30. Januar 1745).

## Leben
Er wurde von Hauslehrern unterrichtet und ging dann auf seine Grand Tour. Durch Vermittlung seines Vetters, des Grafen von Stolberg, kam er an den Hof in Kopenhagen unter Christian VI. und trat in dänische Dienste. Der dänische König war sehr deutschfreundlich und holte viele Deutsche in seine Dienste, was dem dänischen Adel nicht gefiel. Auch den Bruder des Grafen, Gustav Friedrich (1715–1768), zog es in dänische Dienste. 1733 wurde Ludwig Kasimir zum Kammerherren und Hauptmann der Leibgarde ernannt. Am 28. November 1733 wurde er mit dem Dannebrogorden ausgezeichnet. Sein Regiment nahm am Polnischen Erbfolgekrieg teil und stand 1734 bis 1735 bei der Armee am Rhein. Isenburg war dort Generaladjutant des Kommandeurs des dänischen Hilfskorps, General Bernhard Joachim von Mörner. Später wurde er Oberst im 2. jütländischen Kavallerieregiment. Im folgenden Jahr wurde er Chef des Leibregiments zu Pferde. Er hatte aber keine Erfahrung für ein solches Kommando und war die meiste Zeit in Kopenhagen, während das Regiment in Holstein stand.
In den Jahren 1741/42 wurde ein weiteres dänisches Hilfskorps nach Hannover geschickt. Da die Fähigkeiten von Isenburg mehr am Hof als im Feld lagen, wurde er mit diplomatischen Aufgaben betraut. So kam er als Gesandter des Königs zunächst an den Hof in Hannover und dann an den russischen Hof in Sankt Petersburg und erhielt dort vom Zaren den Alexander-Newski-Orden. 1744 wurde er zum Generalmajor ernannt. Mit dem Tod von Christian VI. verlor er seinen Förderer und verließ zum 1. Oktober 1746 die dänischen Dienste. Inzwischen hatte er auf seine Rechte in Isenburg-Büdingen zugunsten seines Bruders Gustav verzichtet. Er kehrte daher nach Hause zurück. Der Versuch, in niederländische Dienste zu gehen, scheiterte. 1757 wurde er Vormund seines Neffen Ernst Kasimir II.
Als der Graf Gustav Friedrich 1768 starb, musste er nun doch die Regentschaft übernehmen. Außerdem heiratete er 1768 dessen Witwe.

## Familie
Ludwig Kasimir heiratete am 24. September 1768 Auguste Frederike zu Stolberg-Wernigerode (* 4. September 1743; † 9. Januar 1783), die Witwe seines Bruders. Die Ehe blieb kinderlos.
Die Witwe heiratete am 26. Juni 1777 den Arzt Friedrich von Wendt (1738–1818).